# アーロン・ジョーンズ
アーロン・ラリー・ジョーンズ（Aaron LaRae Jones, 1994年12月2日 - ）は、アメリカ合衆国ジョージア州サバンナ出身のプロアメリカンフットボール選手。NFLのミネソタ・バイキングスに所属している。ポジションはランニングバック。

## 経歴

### 生い立ち
ジョージア州サバンナで生まれる。父のアルビンは陸軍の下士官だった。
幼少期からエミット・スミス、タイロッド・テイラーらと親交があった。
父の仕事の都合で、アメリカ国内外の様々な都市を転々として過ごした。

### ハイスクール
バージェス高等学校在学中に父が陸軍を退役し、マーケティング会社を立ち上げてリクルートを後押しした。
主要サイトから3つ星評価され、テキサス大学エルパソ校（UTEP）に進学した。

### カレッジ
UTEPでは4年間プレーし、通算で4,114ラン獲得ヤード、33のラッシングTDを記録。100ラン獲得ヤード以上を17試合、200ラン獲得ヤード以上を5試合記録し、いずれも大学の史上最多記録である。通算ラン獲得ヤードも史上最多であり、UTEP史上最高のランニングバックと評されている。

### グリーンベイ・パッカーズ
2017年のNFLドラフトにて全体182位でグリーンベイ・パッカーズから指名され、5月5日にルーキー契約を結んだ。

#### 2017年シーズン
第4週のシカゴ・ベアーズとのサーズデーナイトフットボールにて、キャリア初となるタッチダウンを成功させた。このシーズン、ルーキーではチームメイトのジャマール・ウィリアムズに次いで2位となる448ラン獲得ヤード、チーム最多の4つのラッシングTDを記録した。

#### 2018年シーズン
開幕前に薬物乱用に関する規定違反を犯し、2試合の出場停止処分を受けた。その後復帰し、第10週のマイアミ・ドルフィンズ戦でキャリアハイとなる145ラン獲得ヤードを記録した。このシーズンは728ラン獲得ヤード、8つのラッシングTDを記録した。

#### 2019年シーズン
このシーズンは自身初となるシーズン1,000ラン獲得ヤードを記録し、NFL最多となる16のラッシングTDを記録した。
チームはプレーオフに進出し、ディビジョナル・ラウンドのシアトル・シーホークス戦では62ラン獲得ヤード、2つのラッシングTDを記録し、勝利に貢献した。続くNFCチャンピオンシップのサンフランシスコ・49ers戦では56ラン獲得ヤード、1つのラッシングTDを記録したが、チームは敗れた。シーズン終了後にNFLが発表したTop100プレイヤーランキングでは33位にランクインした。

#### 2020年シーズン
このシーズンも2年連続でシーズン1,000レシーブ獲得ヤードを突破し、自身初となるプロボウルに選出された。
プレーオフのディビジョナル・ラウンドのロサンゼルス・ラムズ戦では99ラン獲得ヤード、1つのラッシングTDを記録して勝利に貢献した。タンパベイ・バッカニアーズとのNFCチャンピオンシップでは胸を痛めて途中退場し、チームも敗れた。シーズン終了後のTop100プレイヤーランキングでは30位にランクインした。

#### 2021年シーズン
2021年3月26日にパッカーズと4年総額4,800万ドルで再契約した。
このシーズンはチームの方針で同じポジションのA・J・ディロンの役割が増え、2年間続いていたシーズン1,000ラン獲得ヤードが途切れた。
プレーオフのディビジョナル・ラウンドの49ers戦では41ラン獲得ヤード、129レシーブ獲得ヤードを記録したが、チームは敗れた。

#### 2022年シーズン
第2週のベアーズ戦で132ラン獲得ヤードを記録。その後も好調で、最終的にキャリアハイとなるシーズン1,121ラン獲得ヤードを記録した。

#### 2023年シーズン
このシーズンは11試合の出場に留まり、656ラン獲得ヤードを記録した。オフに自由契約となった。

### ミネソタ・バイキングス

#### 2024年シーズン
2024年3月12日にミネソタ・バイキングスと700万ドルの単年契約を結んだ。全17試合に先発出場し、自己最高の1,138ラン獲得ヤードを記録した。

#### 2025年シーズン
2025年3月9日、バイキングスと1,350万ドルが保証された2年総額2,000万ドルで再契約を結んだ。

## 家族
双子の兄弟であるアルビン・ジョーンズ・ジュニアもアメリカンフットボール選手で、NFLやCFLでプレーしていた。

## 人物
試合前と、試合中に味方の守備をサイドラインから観戦する際、試合後のインタビューではオークリーのサングラスと、パッカーズカラーのソンブレロをつけている。
高校、大学時代を過ごしたテキサス州エルパソには思い入れが強く、タッチダウンを成功させた際はエルパソの市外局番である「915」にちなみ、カメラに向かって指で9、1、5を作ってアピールする。
両親とは「NFLドラフトで指名された後でも大学を卒業する」という約束をしており、約束通り2018年5月12日に卒業している。
2021年に父のアルビンが新型コロナウイルスに感染して亡くなった。火葬後の灰をネックレスに入れ、試合中も装着している。タッチダウンを成功させた際に紛失してしまったこともあるが、トレーナーによって発見された。
暗号通貨取引所を運営するFTXのアンバサダーを務めている。
2017年11月20日に乗用車でのスピード違反、マリファナの所持により逮捕され、罰金と半年間の免許停止処分を受けた。

## 詳細情報

### 年度別成績
| Legend | Legend       |
| ------ | ------------ |
|        | NFL最多      |
| 太字   | キャリアハイ |

#### レギュラーシーズン
| シーズン | チーム | 試合 | 試合 | ラン  | ラン  | ラン | ラン | ラン | レシーブ | レシーブ | レシーブ | レシーブ | レシーブ | ファンブル | ファンブル |
| シーズン | チーム | GP   | GS   | Att   | Yds   | Avg  | Lng  | TD   | Rec      | Yds      | Avg      | Lng      | TD       | Fum        | Lost       |
| -------- | ------ | ---- | ---- | ----- | ----- | ---- | ---- | ---- | -------- | -------- | -------- | -------- | -------- | ---------- | ---------- |
| 2017     | GB     | 12   | 4    | 81    | 488   | 5.5  | 46T  | 4    | 9        | 22       | 2.4      | 9        | 0        | 0          | 0          |
| 2018     | GB     | 12   | 8    | 133   | 728   | 5.5  | 67   | 8    | 26       | 206      | 7.9      | 24T      | 1        | 1          | 1          |
| 2019     | GB     | 16   | 16   | 236   | 1,084 | 4.6  | 56T  | 16   | 49       | 474      | 9.7      | 67T      | 3        | 3          | 2          |
| 2020     | GB     | 14   | 14   | 201   | 1,104 | 5.5  | 77T  | 9    | 47       | 355      | 7.6      | 30       | 2        | 2          | 0          |
| 2021     | GB     | 15   | 15   | 171   | 799   | 4.7  | 57   | 4    | 52       | 391      | 7.5      | 26       | 6        | 2          | 1          |
| 2022     | GB     | 17   | 17   | 213   | 1,121 | 5.3  | 36   | 2    | 59       | 395      | 6.7      | 30       | 5        | 5          | 3          |
| 2023     | GB     | 11   | 11   | 142   | 656   | 4.6  | 39   | 2    | 30       | 233      | 7.8      | 51       | 1        | 2          | 1          |
| 2024     | MIN    | 17   | 17   | 255   | 1,138 | 4.5  | 41   | 5    | 51       | 408      | 8.0      | 25       | 2        | 5          | 3          |
| 通算     | 通算   | 114  | 102  | 1,432 | 7,078 | 4.9  | 77T  | 50   | 323      | 2,484    | 7.7      | 67T      | 20       | 20         | 11         |

#### ポストシーズン
| シーズン | チーム | 試合 | 試合 | ラン | ラン | ラン | ラン | ラン | レシーブ | レシーブ | レシーブ | レシーブ | レシーブ | ファンブル | ファンブル |
| シーズン | チーム | GP   | GS   | Att  | Yds  | Avg  | Lng  | TD   | Rec      | Yds      | Avg      | Lng      | TD       | Fum        | Lost       |
| -------- | ------ | ---- | ---- | ---- | ---- | ---- | ---- | ---- | -------- | -------- | -------- | -------- | -------- | ---------- | ---------- |
| 2019     | GB     | 2    | 2    | 33   | 118  | 3.6  | 23   | 3    | 6        | 31       | 5.2      | 9        | 1        | 0          | 0          |
| 2020     | GB     | 2    | 2    | 20   | 126  | 6.3  | 60   | 1    | 5        | 21       | 4.2      | 14       | 0        | 2          | 1          |
| 2021     | GB     | 1    | 1    | 12   | 41   | 3.4  | 14   | 0    | 9        | 129      | 14.3     | 75       | 0        | 0          | 0          |
| 2022     | GB     | 2    | 2    | 39   | 226  | 5.8  | 53   | 3    | 4        | 21       | 5.3      | 13       | 0        | 0          | 0          |
| 2024     | MIN    | 1    | 1    | 13   | 48   | 3.7  | 13   | 0    | 3        | 12       | 4.0      | 8        | 0        | 0          | 0          |
| 通算     | 通算   | 8    | 8    | 117  | 559  | 4.8  | 60   | 7    | 27       | 214      | 7.9      | 75       | 1        | 2          | 1          |